# Markus Bendler
Markus Bendler (* 1. Mai 1984 in Innsbruck) ist ein österreichischer Kletterer, der bereits Sportkletterrouten bis zum französischen Grad 9a kletterte sowie einige der schwersten Eis- und Mixedrouten weltweit wiederholen und erstbegehen konnte. Außerdem wurde er 2007 und 2009 Weltmeister im Eisklettern.

## Biografie
Markus Bendler ist aufgewachsen und immer noch wohnhaft in der kleinen, ca. 700 Seelen-Gemeinde Schwendt, nördlich des Kalkgebirges und Klettergebietes Wilder Kaiser im Tiroler Unterland gelegen. Nach Abschluss der allgemeinen Schulpflicht absolvierte er im Bäckereibetrieb „Franz Stelzer“ im benachbarten bayerischen Schleching erfolgreich eine Ausbildung zum Bäcker. Nachdem er zwei Jahre in diesem Beruf tätig gewesen war, entschied er sich, voll und ganz seiner Leidenschaft, dem Klettern, nachzugehen und eine Profikarriere einzuschlagen.

## Erfolge

### Felsklettern
1999: Mit fünfzehn Jahren war er damals der jüngste Kletterer weltweit, der eine Route im Grad 8b+/c auf seinem Konto verbuchen konnte. Nach mehrwöchigem Probieren gelang ihm die erste Wiederholung der von Alexander Huber erstbegangenen Route „Big Foot Man“ im Klettergebiet Schleierwasserfall in Tirol.
2002: Markus klettert mit Mercy Street seine erste 8c am Schleierwasserfall.
2004: Markus klettert ein langjähriges Projekt am Schleierwasserfall, das sich den Ambitionen zahlreicher namhafter Elitekletterer, unter anderen Gerhard Hörhager, Klemens Loskot, Toni Lamprecht, Alexander Huber, widersetzt hatte und bewertet es mit 9a oder glatt 11 laut UIAA-Skala. Versehen wird der ca. 40 Grad überhängende und 25 Meter lange Felsstreifen, der sich im zentralen Teil des Hauptsektors befindet und dessen Schlüsselstelle auf den ersten 6 Metern aufwartet, mit dem Namen „Mongo“ – seinerzeit eine der weltweit schwierigsten Routen.
2005: „Das Erbe der Väter“ 8c+ (Schleierwasserfall, Erstbegehung), mehrere Routen im Bereich 8b+ und 8c
2006: „Schnaxlkinig“ 8c (Zillertal, Tulfer, Erstbegehung), Top Terrorist 8c (Schleierwasserfall, Erstbegehung), zahlreiche Boulder bis 8a+ bloc und zahlreiche Routen in 8b+
2007: Reality Check 8c+ (Erstbegehung, Schleierwasserfall)

### Eis- und Mixedklettern
- 2004: Eisbär GI 13 (Erstbegehung, Pitztaler Gletscher, Österreich, schwerste Eistour weltweit)

Flash von Vertical Limit M 12 (Ueschinen, Schweiz, zweite Flashbegehung dieses Grades weltweit bisher), zahlreiche Mixedtouren bis M 12
- 2006: Law and order M 13+ (Erstbegehung, Diebsöfen, Österreich, schwierigste Mixedroute weltweit, wiederholt von Ines Papert und Harald Berger)
- 2007: zahlreiche Erstbegehungen von Eisfällen in Island bis zum Grad WI 7
- 2008: Erstbegehung von „Lector“ WI 7 in Japan

### Wettkampf Eisklettern
- 2005: 4. Platz WM-Difficulty, Saas Fee, Schweiz
- 2006: 3. Platz Gesamtweltcup, Weltcupsieg in Saas Fee
- 2007: 1. Platz WM-Bouldern, Valle di Daone, Italien; 2. Platz Gesamtweltcup
- 2008: 2. Platz Weltcup Valle di Daone, Italien; 1. Platz Weltcup Busteni, Rumänien, 2. Platz Gesamtweltcup
- 2009: 1. Platz Weltcup Valle di Daone, Italien; 1. Platz WM-Difficulty, Saas Fee, Schweiz; 1. Platz Weltcup Busteni, Rumänien; 1. Platz Gesamtweltcup
- 2010: 1. Platz Weltcup Kirow, Russland;
- 2010: 1. Platz Weltcup Valle di Daone, Italien;
- 2010: 1. Platz Weltcup Saas Fee, Schweiz;
- 2010: 1. Platz „Icefight“ Rabenstein, Italien;
- 2010: 1. Platz „Glace-Glisse“ Unken, Österreich;
- 2010: 2. Platz Weltcup Bușteni, Rumänien;
- 2010: 1. Platz Europameisterschaft Bușteni, Rumänien;
- 2010: 1. Platz Gesamtweltcup
- 2011: 1. Platz Weltcup Cheong Song, Südkorea;
- 2011: 1. Platz Weltcup Saas Fee, Schweiz;

| Personendaten    | Personendaten                                     |
| ---------------- | ------------------------------------------------- |
| NAME             | Bendler, Markus                                   |
| KURZBESCHREIBUNG | österreichischer Kletterer, Eiskletterweltmeister |
| GEBURTSDATUM     | 1. Mai 1984                                       |
| GEBURTSORT       | Innsbruck, Tirol, Österreich                      |